# Sankta Barbaras kyrka, Šibenik
Sankta Barbaras kyrka (kroatiska: Crkva svete Barbare, italienska: La chiesa di Santa Barbara) är en kulturmärkt romersk-katolsk kyrka i Šibenik i Kroatien. Den uppfördes under 1400-talets första hälft och är belägen strax sydöst om Sankt Jakobs katedral i gamla stan. Den är tillägnad Sankta Barbara och tjänar idag som ett museum med sakral konst från 1300- till 1700-talet. Kyrkobyggnaden och museets gatuadress är Ulica kralja Tomislava 19.

## Historik
Sankta Barbaras kyrka uppfördes under 1400-talets första hälft i närheten av Šibeniks centrala torg och består till delar av en äldre byggnad. Dess uppförande initierades av den lokale adelsmannen Radoslav Mihetić och slutfördes efter dennes död av hans son Ambroz. Kyrkan tillhörde inledningsvis benediktinerna. Den var först tillägnad Sankt Benedikt och därefter Sankt Nikolaus. 

## Arkitektur
Sankta Barbaras kyrka är en enskeppig kyrka med en kvadratisk absid. Den är byggd i sten och bär stildrag från gotiken. Vid senare renoveringar tillkom element från renässansen och barocken.
Kyrkan är idag sammanbyggd med andra byggnader och har därför bara två fasader, den norra och västra fasaden. Ovanför dess huvudingång finns en gotisk lunett med en skulptur föreställande Sankt Nikolaus. Skulpturen tillskrivs arkitekten och skulptören Bonino da Milano. Ovanför lunetten finns ett ur från 1500/1600-talet. Bredvid det centrala klockspelet tillkom ytterligare en klocka år 1775 som är ett verk av den lokale mästaren Jeronim Matulović. 
Vid kyrkans huvudingång finns två mindre kapell som är ett verk av den lokale mästaren Ivan Pribislavić, en elev till Juraj Dalmatinac.       

## Sankta Barbaras kyrkomuseum
Sankta Barbaras kyrka tjänar idag som ett kyrkomuseum och har en omfattande samling religiös konst. I samlingen ingår bland annat målningar, skulpturer, och illuminerade texter som tillkommit mellan 1300- och 1500-talet. Bland de enskilda objekten i samlingen märks en triptyk från 1500-talet som föreställer Sankta Barbara med Sankt Nikolaus och Sankt Gregorius samt  stenskulpturer i renässansstil föreställande Sankt Peter och Sankt Jakob. Skulpturerna kommer från Sankt Jakob-katedralens norra portal och anses vara ett av Juraj Dalmatinacs bästa skulpturverk. I kyrkomuseets samling finns även altarskåp och verk av den framstående lokale guldsmeden Oracio Fortezza (1530–1596).